# Christen Press
Christen Annemarie Press (Los Angeles, 29 de desembre de 1988) es una davantera de futbol internacional pels Estats Units. Ha jugat al seu país i a Suècia, on va ser subcampiona de la Lliga de Campions amb el Tyresö, i amb la selecció ha estat campiona del món.

## Trajectòria
| Temporades  | Club                 | Títols             | Selecció (fases finals) |
| ----------- | -------------------- | ------------------ | ----------------------- |
| 2003 - 2007 | Chadwick Dolphins    |                    |                         |
| 2007 - 2010 | Stanford Cardinal    |                    |                         |
| 2009 - 2010 | Pali Blues           | 1 Lliga (W-League) |                         |
| 2011        | magicJack            |                    |                         |
| 2012        | Kopparbergs Göteborg | 1 Copa             |                         |
| 2013 - 2014 | Tyresö FF            |                    |                         |
| 2014 - act. | Chicago Red Stars    |                    | Mundial 2015 (campió)   |